# Vădăstrița
Vădăstrița es una comuna en el Distrito de Olt, Oltenia, Rumania. Está compuesto de solo un pueblo, Vădăstrița.
Su clima es húmedo y subtropical. La temperatura promedio es de 13 °C. El mes más cálido es julio, con un promedio de 26 °C y el más frío es enero, con una temperatura promedio de -2 °C. La precipitación media es de 882 milímetros por año. El mes más lluvioso es junio, con 117 milímetros de lluvia, y el menos lluvioso es noviembre, con 37 milímetros.